# Perazijnzuur
Perazijnzuur, uitspraak: per-azijnzuur, is een aan azijnzuur verwante organische verbinding met als brutoformule C2H4O3.   Vaak wordt de uit het Engels overgenomen afkorting PAA voor de stof gebruikt: PerAcetic Acid.  De stof komt voor als een kleurloze vloeistof met een kenmerkende azijngeur, die mengbaar is met water. Perazijnzuur is goed oplosbaar in ethanol, di-ethylether en zwavelzuur.
Perazijnzuur wordt commercieel verhandeld in een waterige oplossing van azijnzuur en waterstofperoxide, om zo de stabiliteit van de verbinding te garanderen.

## Synthese
Perazijnzuur wordt bereid uit een reactie van azijnzuur en waterstofperoxide, met zwavelzuur als katalysator en bij een druk van 37490,25 Pa. Het wordt meestal geproduceerd in concentraties van 5 of 15%.
Een andere methode is door middel van de oxidatie van aceetaldehyde.
Om minder water te verkrijgen bij het uiteindelijke reactieproduct, kan men als alternatief acetylchloride of azijnzuuranhydride laten reageren in plaats van azijnzuur.
De stof wordt ook op natuurlijke wijze gevormd door een aantal fotochemische reacties.

## Toepassingen
De voornaamste toepassing van perazijnzuur is als reagens in de industriële synthese van epoxiden en als desinfecterend middel.
Het wordt gebruikt in de voedselbereidende en -behandelende industrie als een schoonmaak- en desinfecterend middel. Vanaf de jaren 50 wordt perazijnzuur gebruikt om fruit en groenten te behandelen tegen bacteriën en schimmels. Perazijnzuur wordt ook gebruikt om medische instrumenten te reinigen en te desinfecteren. De pulpindustrie past het toe om de vorming van biofilms tegen te gaan.

### Werking als desinfecterend middel
De desinfecterende werking van perazijnzuur berust op de oxidatie van de buitenste celmembranen van micro-organismen. Aangezien de E° van perazijnzuur 1,81 V bedraagt (en de stof dus sterk oxiderend is), worden micro-organismen zeer snel gedood.
De werking van perazijnzuur wordt nauwelijks beïnvloed door de aanwezigheid van organisch materiaal. De pH en temperatuur zijn wel van invloed op de werking van perazijnzuur:
- pH: perazijnzuur is effectiever bij een pH van 7 (neutraal milieu) dan een pH van 8 of 9 (basisch milieu).
- temperatuur: bij een temperatuur van 15°C (en een pH van 7) is 5 keer zoveel perazijnzuur vereist om effectief ziekteverwekkers te doden dan bij een temperatuur van 35°C (en een pH van 7).

## Toxicologie en veiligheid
Perazijnzuur kan bij schokken, wrijving, verwarming of stoten ontleden, met een ontploffing tot gevolg. De stof is een sterk oxidatiemiddel en reageert hevig met brandbare en reducerende stoffen. De stof is een zwak zuur en reageert met basen. Ze tast vele metalen aan, waaronder aluminium.
De stof is corrosief voor de ogen en de huid. Inademing van PAA kan longoedeem veroorzaken.

## In het nieuws
Op 4 mei 2017 tussen 9:00 en 9:30 vond een incident plaats met perazijnzuur omdat een medewerker met opzet de stof had verspreid in het IJssellandziekenhuis (Capelle aan den IJssel). Hierbij waren 17 mensen betrokken, 5 werden opgenomen in het ziekenhuis, waarvan 2 op de IC.